# 발레리 칠렌티
발레리 안토노비치 칠렌티(벨라루스어: Валерый Антонович Цыленьць 발레리 안토나비치 칠렌츠, 러시아어: Вале́рий Анто́нович Циленьть, 1969년 9월 29일~)는 벨라루스의 전직 레슬링 선수이다. 1996년 하계 올림픽 남자 그레코로만형 미들급 동메달을 획득했으며 세계 선수권 대회에서 동메달 1개를 획득했다.